# Hexenmal

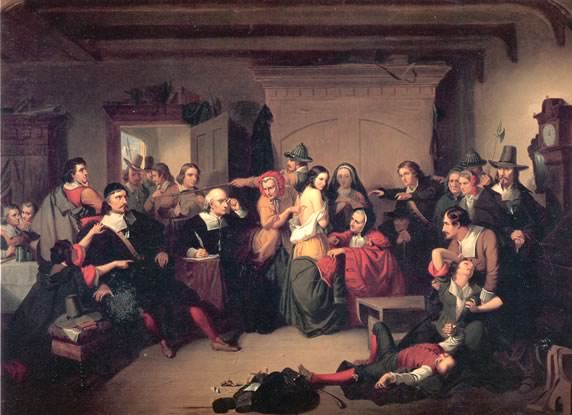
Eine Frau wird auf ein Hexenmal untersucht (Thompkins H. Matteson Examination of a witch, 1853)

Das Hexenmal (auch Teufelsmal, lat. stigma diaboli) ist ein angebliches Zeichen, das der Teufel nach Abschluss eines Bündnisses (Teufelspakt) vermeintlichen Hexen oder auch Hexenmeistern gleichsam wie einen Stempel auf die Haut drückte.
Die Hexengläubigen der  Frühen Neuzeit glaubten, es in besonders auffallenden Muttermalen oder dergleichen Hautunregelmäßigkeiten zu erkennen. Da fast jeder Mensch irgendwo auf seinem Körper eine solche Stelle aufweist, konnte man im Rahmen der Hexenprozesse bei gezielter Suche bei fast allen Angeklagten einen solchen „Beweis“ finden.
Um ganz sicherzugehen, dass es sich bei der vorgefundenen Hautunregelmäßigkeit um ein Hexenmal handelte, wurde in der Regel die Nadelprobe durchgeführt. Hierbei kam die Vorstellung zum Tragen, dass Hexenmale schmerzunempfindliche Stellen seien.
Das Auffinden eines Hexenmals spielt eine Rolle in Nathaniel Hawthornes Klassiker Der scharlachrote Buchstabe.